# Ionuț Dimofte
Ionuț Dimofte (ur. 30 września 1984 w Bârladzie) – rumuński rugbysta występujący w formacji ataku, reprezentant kraju, uczestnik dwóch Pucharów Świata.
Grę w rugby rozpoczął w CSS Barlad mając jedenaście lat, a trzy lata później przeniósł się do klubu RC Domus Gura Humorului, z którą wygrał mistrzostwo kraju juniorów, a także otrzymał powołanie na mistrzostwa świata juniorów w 2002 roku.
W roku 2007 z przeżywającego problemy finansowe Contor Group Arad, z którym był związany od 2004 roku, przeszedł do stołecznej Steauy, z którą został zdobywcą Cupa României i wicemistrzem Rumunii. W 2009 roku podpisał natomiast trzyletni kontrakt na występy w drużynie CSM Baia Mare, z którą również zdobył puchar, a także trzy tytuły mistrza kraju. W 2012 roku przeniósł się do Francji do Stade Rouennais występującego w Fédérale 3, po czym w lipcu 2013 powrócił do kraju, gdzie związał się z U Cluj.
W seniorskiej reprezentacji zadebiutował w wygranym meczu z Włochami 26 czerwca 2004 roku. Uczestnik dwóch Pucharów Świata. W 2007 wystąpił we wszystkich czterech meczach (z Włochami, Szkocją, Portugalią i Nową Zelandią) swojej drużyny zdobywając osiem punktów – kopiąc dwa karne i podwyższenie – w meczu z reprezentacją Włoch. Znalazł się też w składzie na Puchar Świata w Rugby 2011, podczas którego zagrał w trzech z czterech meczów swojej drużyny (ze Szkocją, Argentyną i Gruzją) zdobywając łącznie jedenaście punktów.
Był również zawodnikiem reprezentacji rugby 7, z którą występował m.in. w ME 2004 będącymi jednocześnie turniejem eliminacyjnym do 2005 Rugby World Cup Sevens, a od 2004 roku występował również w rumuńskiej drużynie związkowej, która uczestniczyła co roku w European Challenge Cup jako București Rugby.
Od lutego 2007 żonaty, urodzony w 2012 roku syn Duard.